# Kannabisz az Amerikai Egyesült Államokban

A kannabisz jogi helyzete az Egyesült Államokban
----
Legális rekreációs használatra
Legális orvosi használatra
Nincs lényeges orvosi program
Dekriminalizálva

A kannabisz használata az Amerikai Egyesült Államokban szövetségi szinten illegális 0,3%-os THC-tartalom (száraz tömeg) felett, annak ellenére, hogy állami szinten sok helyen engedélyezve van akár rekreációs használatra is. Az 1970-es Szabályozott Anyagok Törvény szerint az 1-es kategóriába tartozik, így kannabisznak, amelynek tartalma átlépi a 0,3%-os THC-tartalmat, „nincs elfogadott orvosi felhasználása” és nagy függőségi veszéllyel jár. A tiltás alól kivétel lehet az Egyesült Államok Élelmiszer- és Gyógyszerügyi Hivatala (FDA) által jóváhagyott kutatási célokra való felhasználás. Mindezek ellenére állami szinten sok helyen engedélyezett a használata, orvosi, ipari vagy rekreációs célra.
A kannabisz ipari felhasználása (növesztése) engedély nélkül be van tiltva, mert túl közel áll a droghoz, illetve az országba importált termékek kannabisz-tartalmával kapcsolatban is zéró tolerancia van. A 2014-es mezőgazdasági törvény engedélyezi egyetemeknek és állami gazdasági minisztériumoknak a kannabisz-termesztést kutatási célokból. 2018 decemberében az ipari kendert engedélyezték szövetségi szinten is.
Pszichoaktív szerként az Egyesült Államokban sokan használják rekreációs és orvosi célokra is. 2023-ban volt a legutóbbi legalizálási folyamat, ezóta 24 államban, három területen és a fővárosban is legális a rekreációs használat, míg 38 államban, négy területen és a fővárosban az orvosi. A kannabisz szövetségi kategorizálásának megváltoztatását többször is megpróbálták, de egyszer se volt sikeres, a Legfelsőbb Bíróság 2001-ben az Egyesült Államok kontra Oaklandi Kannabiszvásárlók Szövetkezete ügyben és 2005-ben a Gonzales kontra Raich ügyben is úgy döntött, hogy a szövetségi kormánynak van joga a kannabiszhasználat büntetésére. Ennek következtében a „gyógyszertárakat,” (dispensary) ahol kannabiszt lehet vásárolni, állami szinten engedélyezik: ezek az üzletek nincsenek regisztrálva a szövetségi kormánnyal, hogy árulhassanak szabályozott anyagokat, és az FDA nem engedélyezte a termékeket, amelyeket árulnak. Annak ellenére, hogy nem hagyta jóvá használatát, az FDA hivatalosan is elismeri, hogy a kannabisznak lehetnek pozitív hatásai, és két gyógyszert is engedélyezett, amely tartalmazza a szert.
Az államok képessége a kannabisz legalizálására jelentősen csökkent 2018-ban, mikor Jeff Sessions legfőbb ügyész visszavonta a Cole-memorandumot, felszólítva az államokat, hogy hajtsák végre a szövetségi törvényeket kannabiszhasználattal kapcsolatban. A Cole-memorandumot James Cole legfőbb ügyész adta ki 2013-ban az Obama-kormány idején, arra kérve szövetségi bírókat, hogy ne emeljenek vádat állami szinten legálisan működő kannabiszüzletek ellen. A Rohrabacher–Farr módosítás napjainkig is védi az államilag legális kannabiszüzleteket, és -pácienseket a szövetségi kormánytól. 2024 májusban, a Biden-kormány idején az Associated Press megosztott egy cikket, amelyben azt írták, hogy tervben volt a kábítószer 3-as kategóriába helyezése.

## Legalizálási folyamat
A kannabisz rekreációs felhasználása 24 államban, és három területen legális, míg dekriminalizált hét államban. A dekriminalizáció azt jelenti, hogy a büntetések minimálisak, általában csak kisebb pénzösszeget jelentenek, letartóztatás és börtönbüntetés helyett. A legalizálás az a folyamat, mikor a büntetéseket teljesen eltörlik, bár néha használják ugyanebben az értelemben a dekriminalizáció fogalmat is.
Az 1970-es években volt egy dekriminalizációs hullám, miután a Richard Nixon által kinevezett Shafer bizottság 1972-ben bejelentette, hogy támogatja a kannabisszal kapcsolatos büntetések minimalizálását. Oregonnal kezdve 1973-ban, tizenegy államban dekriminalizálták használatát 1978-ra (Alaszka, Colorado, Észak-Karolina, Kalifornia, Maine, Minnesota, New York, Nebraska és Ohio). Az évtized végére viszont teljesen megváltozott a közvélemény, egyetlen újabb államban se dekriminalizáltak 2001-ig. Ezt a második hullámot eleinte nagyvárosok kezdték meg, mikor Seattle, Oakland és Denver is dekriminalizálta a kábítószert vagy minimális prioritássá tette az eljárásokat kannabiszhasználók ellen. A következő másfél évtizedben folyamatosan folytatódtak a dekriminalizálások: Massachusetts (2008), Connecticut (2011), Rhode Island (2012), Vermont (2013), a főváros (2014), Maryland (2014), Missouri (2014), az Amerikai Virgin-szigetek (2014), Delaware (2015), Illinois (2016), New Hampshire (2017), Új-Mexikó (2019), Észak-Dakota (2019), Hawaii (2019), Virginia (2020) és Louisiana (2021).
A legalizálásra több sikertelen kezdeményezés is volt 2012-ig, mikor Washington és Colorado az első államok lettek, amelyekben a szavazópolgárok megszavazták a kannabisz használatának engedélyezését 2014-ben és 2016-ban további államok csatlakoztak, majd 2018-ban Vermont lett az első állam, amelynek törvényhozása legalizálta a kannabiszt. Virginia és a főváros kivételével minden államban, ahol legalizálták a drogot, engedélyezik eladását is. Delaware, Illinois, New Jersey és Washington állam kivételével minden államban, ahol legális a rekreációs használat, engedélyezett a termesztés is.
Szövetségi szinten az 1970-es Szabályozott Anyagok Törvény szerint az 1-es kategóriába tartozik, 2020-ban és 2022-ben a képviselőház elfogadta újrakategorizálását, de a szenátusban nem szavaztak rá. 2022-ben Joe Biden elnök bejelentette, hogy kegyelmet fog adni minden elítéltnek, akik ellen kannabiszhasználatért emeltek vádat szövetségi szinten, és arra buzdította az államok kormányzóit, hogy tegyék meg ugyanezt.

## Szövetségi jogtörténet

### 17–19. század: népszerű drog, méregtörvények
A 20. század előtt a kannabisz nem volt illegális az országban. A brit gyarmati időszakban a kender termesztése fontos volt, nagy szerepet játszott az Egyesült Államok megalapításában, George Washington is termesztette a növényt Mount Vernon ültetvényén. A 18. és 19. században ruhák és kötelek elkészítésére használták fel. Az 1850-es években elkezdtek bevezetni gyógyszerszabályozási törvényeket, amelyek gyakran érintették a kannabiszt is. A 20. század első évtizedében huszonkilenc államban voltak törvények, amelyek érintették a kannabisz kereskedelmét, míg nyolc államban volt kapcsolódó „méregtörvények.” Több méregtörvényből is hiányzott a szer, de számos államban ettől függetlenül megpróbálták betiltani az 1880-as és 1890-es években. Keleti stílusra az Egyesült Államok keleti partján több hasis-szalon is felépült, csak New Yorkban több, mint 500 létezett, gyakran látogatták tehetősebb lakosok.

### 20. század: kriminalizáció
Az 1900-as években létrehozásra került az Egyesült Államok Élelmiszer- és Gyógyszerügyi Hivatala (FDA), amely elkezdte szabályozni többek között a kannabisz eladását is, elvárás lett a drogok pontos címkézése. 1938-ban kibővítették az eleinte 1906-ban elfogadott Tiszta élelmiszer-, és Gyógyszer Törvényt, veszélyes kábítószerré nyilvánítva a kannabiszt, amely napjainkig is érvényben van. Az 1910-es években állami szinten is elkezdtek születni korlátozások a „szokáskialakító” (azaz függőséget okozó) szerek ellen. Az 1910-es mexikói forradalom után sok mexikói érkezett az Egyesült Államokba, akik rekreációs célokból gyakran használtak kannabiszt munkanapjaik után. A drog ezek mellett egy olcsó alkoholalternatíva volt a szesztilalom idején az 1920-as években.
Ugyan általános szabályozás még nem volt a kannabisz használata ellen szövetségileg, az 1930-as évek közepére minden tagállamnak volt valamilyen korlátozása. Ezzel egyidőben megalapították a Szövetségi Narkotikum Hivatalt, a kábítószerhasználat egyre kevésbé volt elfogadott. Franklin D. Roosevelt elnöksége alatt a kormány egyik fő célja minden rekreációs drog betiltása volt. A hivatalt ekkor Harry J. Anslinger vezette, aki szerint a kannabiszfogyasztók erőszakos bűnözők lettek, és túlzottan kimutatták szexuális hajlamaikat. Végül a tényleges betiltásra 1937-ben került sor a Marihuánaadó Törvénnyel, amely teljesen illegálissá tette az országba való behozatalt és kereskedelmet egy jövedéki adóval, orvosi és ipari kivételekkel. A Fülöp-szigetek 1942-es veresége után Japán ellen, ismét elkezdtek ipari kendert termeszteni az Egyesült Államokban, az azt követő három évben több, mint 400 ezer holdnyi területet szenteltek a növénynek. AZ utolsó kereskedelmi farm 1957-ben zárt be. 1952-ben elkezdtek bevezetni egyre keményebb büntetéseket a kannabisz használatával kapcsolatban, a maximum tíz év börtön-, és 20 ezer dollár pénzbüntetés lett.
1969-ben a Legfelsőbb Bíróság úgy döntött, hogy a Marihuánaadó Törvény alkotmányellenes volt. Az 1970-es Szabályozott Anyagok Törvény 1-es kategóriába helyezte a kannabiszt, amelyeknek „nincs elfogadott orvosi felhasználása” és nagy függőségi veszéllyel jár, egy szintre kerülve a heroinnal és az LSD-vel. A törvény ezzel együtt eltörölte a minimális börtönbüntetést a kábítószer tulajdonlásával, és bűncselekmény helyett csak szabálysértésként kezelte. 1973-ban született meg a Drug Enforcement Administration rendőri szerv a Nixon-kormány alatt, az ország drogproblémájának megoldására.
A Reagan-kormány idején 1986-ban ismét visszatért a kötelező elítélés, amelyet az 1970-es törvény eltörölt. Már ebben az évtizedben voltak bírók, akik javasolták a drog átkategorizálását, hogy orvosok legálisan felírhassák pácienseiknek, amelyet a DEA elutasított. Az 1990-es Solomon–Lautenberg módosítás arra szólította fel az államokat, hogy vonják meg emberek jogosítványát, akiket kábítószerekkel kapcsolatos bűncselekményekért elítéltek, attól függetlenül, hogy a bűncselekménynek volt-e bármilyen köze a járműhöz. Arra válaszként, hogy az évtized végén elkezdett egyre több államban megjelenni a mozgalom a kannabisz legalább orvosi legalizálására, az Egyesült Államok Képviselőháza elfogadott egy javaslatot, amelyben kifejezték elkötelezettségüket a szövetségi folyamatok betartása mellett, és kiemelték az FDA-engedélyek fontosságát.

### 21. század: állami dekriminalizáció és legalizáció
Azt követően, hogy 1996-ban Kalifornia szavazói megszavazták az orvosi kannabisz használatát, az Egyesült Államok beperelt egy oaklandi szervezetet, amiért biztosították a gyógymódot súlyos beteg személyeknek. Az Egyesült Államok kontra Oaklandi Kannabiszvásárlók Szövetkezete ügyben a Legfelsőbb Bíróság úgy döntött, hogy nincs a szövetségi törvényben kivétel orvosi használatra. 2005-ben a Gonzales kontra Raich ügyben ismét úgy döntöttek, hogy a szövetségi kormánynak van joga az állami kannabiszhasználat büntetésére.
2009-ben David W. Ogden kiadott egy jegyzetet, amelyben arra szólította fel a szövetségi bírókat országszerte, hogy csak akkor emeljenek vádat kannabiszt használó személyek ellen, ha azok sértik az állami törvényeket. 2011-ben James M. Cole helyettes legfőbb ügyész kijelentette, hogy Ogden memoranduma csak személyeknek mentett fel, a kannabiszt terjesztő cégeket nem. Cole 2013-ban, az első legalizálások után, kiadott egy újabb memorandumot, amelyben újraértelmezte az eredeti Ogden-jegyzeteket, a széles körben is elfogadott, általános védelmet adó értelmezést megerősítve. 2014-ben a kongresszus elfogadta a Rohrabacher–Farr módosítást, amely napjainkig is védi az államilag legális kannabiszüzleteket, és -pácienseket a szövetségi kormánytól.
2022-ben Joe Biden aláírta az ország történetének első szövetségi kannabiszreform-törvényjavaslatát, engedélyezve az orvosi kutatási célból való felhasználást. Ezek mellett elnöki kegyelmet adott több ezer embernek, akit szövetségi szinten kannabisztulajdonlásért zártak börtönbe, amelyet 2023-ban tovább bővített. 2024-ben a DEA javasolta a kábítószer kategóriájának megváltoztatását, áthelyezve a harmadikba, az Egészségügyi Minisztérium tanácsa alapján.

## Államonként
| Legális rekreációs használatra | Legális orvosi használatra | Nincs lényeges orvosi program | ● Dekriminalizálva |

| Állam           |   | Rekreációs | Orvosi | Termesztés | Megjegyzések |
| --------------- | - | --- | --- | --- | --- |
| Alabama         |   | Illegális; először szabálysértés, további esetekben bűncselekmény | Legális „70 napi dózisig” | Illegális | - Először csak szabálysértésként büntetendő, de további esetekben, vagy ha eladási célokból van valaki tulajdonában, bűncselekmény. - Orvosi felhasználást 2021 májusában Kay Ivey kormányzó legalizálta. - Regisztrált páciensek „70 napi dózis” tulajdonában lehetnek, a dózisokat az első 90 napra maximum 50 milligramnál korlátozzák. |
| Alaszka         |   | Legális 1 uncia (28 g) tulajdonlásáig | Legális 1 uncia (28 g) tulajdonlásáig | Legális orvosi és rekreációs használati célból, maximum hat növény személyenként, vagy 12 növény egy háztartásban legalább két felnőttel. | - 2014. november 4-én legalizálva a szavazópolgárok által. |
| Arizona         |   | Legális 1 uncia (28 g) tulajdonlásáig | Legális 2,5 uncia (71 g) tulajdonlásáig 14 naponta | Legális orvosi (feltételekkel) és rekreációs használati célból, maximum hat növény személyenként, vagy 12 növény egy háztartásban legalább két felnőttel. | - Az orvosi használat 2010-ben legalizálva a szavazópolgárok által. - A rekreációs használat 2020. november 3-án legalizálva a szavazópolgárok által. - Páciensek csak akkor növeszthetnek növényt, ha legalább 25 mérföld (40 km) távolságra vannak a legközelebbi üzlettől, ahol beszerezhetnének kannabiszt. |
| Arkansas        |   | Illegális; szabálysértés | Legális 2,5 uncia (71 g) tulajdonlásáig 14 naponta | Illegális | - A 3 uncia (85 g) alatti tulajdonlás szabálysértés; Fayetteville-ben és Eureka Springsben a kannabiszhoz köthető szabálysértésekkel kapcsolatos végrehajtás minimális prioritás. - Az orvosi használat 2016. november 8-án legalizálva a szavazópolgárok által. |
| Colorado        |   | Legális 2 uncia (57 g) tulajdonlásáig | Legális 2 uncia (57 g) tulajdonlásáig | Legális orvosi és rekreációs használati célból, maximum hat növény személyenként, amelyek közül egyidőben maximum három lehet megérve. | - Dekriminalizálás 1975-ben. - Az orvosi használat 2000 novemberében legalizálva a szavazópolgárok által. - A rekreációs használat, termesztés maximum hat növénnyel, 2012. november 6-án legalizálva a szavazópolgárok által. - Denverben a termeszthető növények száma 12 háztartásonként, a felnőtt személyek számától függetlenül. - Colorado a második állam lett, amely legalizált, négy nappal Washington után, de az első állam lett, ahol legálisan lehetett árulni. - Jared Polis kormányzó 2021. május 20-án megnövelte a tulajdonlási limitet 1-ről 2 unciára.                                                                                         |
| Connecticut     |   | Legális 1,5 uncia (43 g) személyes tulajdonlásig, vagy 5 uncia (140 g) tulajdonlásig otthon vagy egy jármű csomagtartójába zárva | Legális 5 uncia (140 g) tulajdonlásáig havonta | Legális orvosi és rekreációs használati célból, maximum hat növény, amelyek közül egyidőben maximum három lehet megérve. | - Ned Lamont kormányzó 2021. június 22-én aláírta az SB–1201 törvényjavaslatot, legalizálva a rekreációs felhasználást július 1-től a 21 éven felettiek számára. 18 és 20 év közötti személyek 150 dolláros büntetést kaphatnak, míg 18 éven alatti személyeket nem lehet letartóztatni tulajdonlásért. |
| Delaware        |   | Legális 1 uncia (28 g) tulajdonlásig, és 0,4 uncia (11 g) koncentrátumig | Legális 6 uncia (170 g) tulajdonlásáig | Illegális | - Az orvosi használat 2011. május 13-án legalizálva a törvényhozáson keresztül. - Jack Markell kormányzó felfüggesztette az orvosi kannabisz árulását, miután az Igazságügyi Minisztérium szövetségi eljárással fenyegette az államot. - Jack Markell 2016. augusztus 31-én aláírta az HB–400 törvényjavaslatot, kibővítve az orvosi kannabiszprogramokat halálos betegekre. - A rekreációs használat 2023. április 23-án legalizálva a törvényhozáson keresztül, kormányzói aláírás nélkül. |
| Dél-Dakota      |   | Szabálysértés, maximum 2 ezer dollár és egy év börtönbüntetéssel büntethető | Legális 3 uncia (85 g) tulajdonlásáig | Legális orvosi használati célból, maximum két virágzó növény és két nem virágzó növényig (kivételekkel, lásd: Megjegyzések). | - Az orvosi és rekreációs használat 2020. november 3-án legalizálva a szavazópolgárok által. - A rekreációs használat 2021. február 8-án betiltva egy kerületi bíróság által, alkotmányellenesség miatt. - A rekreációs használat 2021. november 24-én betiltva az állami legfelsőbb bíróság által (4–1), alkotmányellenesség miatt. |
| Dél-Karolina    |   | Szabálysértés | Kannabiszolaj (0,9%-os THC-érték alatt) | Illegális | - Nikki Haley kormányzó 2014. június 2-án aláírta az SB–1035 törvényjavaslatot, engedélyezve a CBD-olaj felhasználását komoly epilepsziás esetekben gyermekeknek. |
| Észak-Dakota    | ● | Illegális; dekriminalizálva 0,5 uncia (14 g) tulajdonlásig | Legális 3 uncia (85 g) tulajdonlásáig | Illegális | - Az orvosi használat 2016. november 8-án legalizálva a szavazópolgárok által. - Dekriminalizálva 2019 májusában |
| Észak-Karolina  | ● | Illegális; dekriminalizálva 1,5 uncia (43 g) tulajdonlásig | CBD-olaj | Illegális | - Dekriminalizálva 1977-ben - A CBD legalizálva 2015-ben |
| Florida         |   | Illegális | Legális három „70 napi” vagy hat „35 napi dózisig.” Egy 35 napos dózis maximum 2,5 uncia (71 g) lehet                                                              | Illegális | - Az orvosi használat 2016. november 8-án legalizálva a szavazópolgárok által. - 2019-ben az SB–182 elfogadásával engedélyezve lett különböző betegségektől szenvedő személyek számára a cigaretta formájú kannabisz beszerzése felhatalmazott gyógyszertárakból. |
| Georgia         |   | Illegális; dekriminalizálva Atlanta, Clarkston, Forest Park, Savannah, South Fulton és Statesboro városaiban, illetve Fulton és Macon–Bibb megyékben. (Lásd: Megjegyzések) | CBD-olaj (5%-os THC-érték alatt) | Illegális | - Maximum 1 uncia (28 g) tulajdonlása csak szabálysértésnek számít, és maximum 1000 dollár vagy 1 év börtönbüntetéssel járhat. A fent említett mennyiségnél több kannabisz tulajdonlása legalább egy, maximum tíz év börtönbüntetéssel járhat. Városi és megyei szinten változhat a szabálysértési büntetés. - Az alacsony THC-tartalmú CBD-olajakat 2015. április 16-án engedélyezték orvosi felhasználásra. - Brian Kemp 2019. április 17-én aláírta az HB–324 törvényjavaslatot, biztonságos hozzáférést biztosítva kannabiszolajakhoz (maximum 5% THC-tartalommal).                                                                                            |
| Hawaii          | ● | Illegális; dekriminalizálva 0,11 uncia (3,1 g) tulajdonlásig | Legális 4 uncia (110 g) tulajdonlásáig | Legális orvosi használati célból, maximum hét növény. | - Ben Cayetano kormányzó 2000. június 15-én aláírt egy törvényjavaslatot az orvosi használat legalizálására, az első állami törvényhozásként. - David Ige kormányzó 2015. július 14-én aláírt egy törvényjavaslatot engedélyezve az orvosi kannabisz-gyógyszertárak létrehozását. - David Ige 2016. július 14-én tovább bővítette Hawaii orvosi kannabiszprogramját. - David Ige 2019. június 25-én bejelentette, hogy nem fogja megvétózni a törvényhozás döntését a 3 grammnál kevesebb marihuána tulajdonlásának dekriminalizálásáról. |
| Idaho           |   | Illegális; dekriminalizálva 3 uncia (85 g) tulajdonlásig, maximum ezer dollár vagy egy év börtönbüntetéssel büntethető | CBD-olaj (0,1%-os THC-határig) | Illegális; bűncselekmény | - Az idahói főügyész 2015-ben kijelentette, hogy a legalitásért a THC-tartalomnak 0%-nak kell lennie CBD-olajakban, öt előre megszabott növénytípusból. - Brad Little kormányzó 2021-ben aláírta az SB–1017 törvényjavaslatot, 0,1%-ra növelve a THC-határértéket. |
| Illinois        |   | Legális; 1,1 uncia (31 g) kannabiszvirág, 500 mg THC, 5 g koncentrátum tulajdonlásig | Legális 2,5 uncia (71 g) tulajdonlásáig 14 naponta | Legal orvosi használati célból, maximum öt növény személyenként. | - Az orvosi felhasználás legalizálva az 1978-as kannabisz-szabályozási törvénnyel, amelyet ténylegesen soha nem vezettek be. - Pat Quinn kormányzó 2013. augusztus 1-én aláírt egy törvényjavaslatot engedélyezve az orvosi használatot január 1-től. - A rekreációs használat 2019. május 31-én legalizálva az államgyűlés által, amelyet J. B. Pritzker június 25-án írt alá. Az illinois-i az első állami törvényhozás lett, amely felnőttek számára legalizálta a rekreációs kannabiszértékesítést. |
| Indiana         |   | Illegális; szabálysértés, maximum 2 ezer dollár és hat hónap börtönbüntetéssel büntethető | CBD-olaj (0,3%-os THC-határig) bármilyen felhasználásra | Illegális | - Használat betiltva 1913-ban - Az orvosi és rekreációs használat 2019-ben dekriminalizálva Marion megyében - 2022-ben engedélyezték a Delta-8-as THC-termékeket |
| Iowa            |   | Illegális; szabálysértés | 0,16 uncia (4,5 g) THC-tulajdonlásig 90 naponta | Illegális; bűncselekmény | - A CBD-olaj 2014-ben legalizálva 3%-os THC-határ alatt. - Az orvosi programokat 2017-ben kibővítették. - A 90 napos THC-limitet 4,5 grammra emelték. |
| Kalifornia      |   | Legális 1 uncia (28 g) tulajdonlásig | Legális 8 uncia (230 g) tulajdonlásig | Legális rekreációs használati célból, maximum hat növény személyenként vagy holdanként. | - Az 1 uncia (28 g) alatti tulajdonlás büntetését 1975 júliusában szabálysértésre cökkentették. - Az orvosi használat 1996 novemberében legalizálva a szavazópolgárok által. - A kannabisz kereskedelme 2016 novemberében legalizálva a szavazópolgárok által, 2018. január 1-től. |
| Kansas          |   | Illegális; szabálysértés | CBD-olaj (0,0%-os THC-határig) bármilyen felhasználásra | Illegális | - Használat betiltva 1927-ben - A CBD-olaj 2018-ban eltávolítva a marihuána definíciójából. |
| Kentucky        |   | Illegális; szabálysértés 8 uncia (230 g) tulajdonlásig | Legális „30 napos megszakítatlan ellátmány” tulajdonlása | Illegális; szabálysértés öt növényig | - A CBD 2014-ben legalizálva - Andy Beshear kormányzó 2022. november 15-én aláírt egy rendeletet, amely 2023. január 1-től kegyelemet adott bárkinek, akinél maximum 8 uncia (230 g), más államban legálisan beszerzett és orvos által jóváhagyott, kannabiszt találtak. - Andy Beshear kormányzó 2023. március 31-én aláírta a SB–47 törvényjavaslatot, engedélyezve az orvosi használatot. |
| Louisiana       | ● | Illegális; szabálysértés 0,49 uncia (14 g) tulajdonlásig | Legális „30 napos megszakítatlan ellátmány” tulajdonlása | Illegal | - Használat betiltva 1924-ben - Az orvosi használat 2015-ben legalizálva - John Bel Edwards kormányzó 2020-ban aláírta az HB–819 törvényjavaslatot, engedélyezve, hogy orvosi engedéllyel bárkinek legyen hozzáférése kannabiszhoz. - John Bel Edwards kormányzó 2021. július 15-én aláírt egy törvényjavaslatot, dekriminalizálva a kannabisz tulajdonlását. |
| Maine           |   | Legális 2,5 uncia (71 g) tulajdonlásig | Legális 2,5 uncia (71 g) tulajdonlásig | Legális orvosi és rekreációs használati célból, maximum hat növény személyenként, amelyek közül egyidőben maximum három lehet megérve. A növénypalánták száma nincs korlátozva.                                                                                           | - Használat betiltva 1913-ban - Használat dekriminalizálva 1976-ban - Az orvosi használat 1999-ben engedélyezve - Használat tovább dekriminalizálva 2009-ben - A rekreációs használat 2016-ban legalizálva a szavazópolgárok által. |
| Maryland        |   | Legális 1,5 uncia (43 g) vagy 0,4 uncia (11 g) koncentrátum tulajdonlásig | Legális 4,2 uncia (120 g) vagy 1,3 uncia (37 g) koncentrátum tulajdonlásig                                                                                         | Legális rekreációs használati célból, maximum két növény háztartásonként. Regisztrált páciensek akár négyet is növeszthetnek háztartásonként. | - Használat dekriminalizálva 2014-ben - A használat 2022. november 8-án legalizálva szavazópolgárok által. |
| Massachusetts   |   | Legális 1 uncia (28 g) nyilvános területeken és 10 uncia (280 g) otthoni tulajdonlásig | Legális 10 uncia (280 g) tulajdonlásig kéthavonta | Legális orvosi és rekreációs használati célból, maximum hat növény személyenként vagy tizenkét növény háztartásonként. | - A tulajdonlás 2008. november 5-én dekriminalizálva 100 dolláros büntetéssel 1 uncia (28 g) alatt. - Az orvosi használat 2012. november 6-án legalizálva a szavazópolgárok által. - A rekreációs használat 2016. november 8-án legalizálva a szavazópolgárok által. |
| Michigan        |   | Legális 2,5 uncia (71 g) nyilvános területeken és 10 uncia (280 g) otthoni tulajdonlásig | Legális 2,5 uncia (71 g) tulajdonlásig | Legális rekreációs használati célból, maximum tizenkét növény háztartásonként. | - Az orvosi használat 2008-ban legalizálva a szavazópolgárok által. - A rekreációs használat 2018-ban legalizálva a szavazópolgárok által. |
| Minnesota       |   | Legális 2 uncia (57 g) nyilvános területeken és 32 uncia (910 g) otthoni tulajdonlásig, illetve 8 g koncentrátum és 800 milligram tartalmú ételek tulajdonlásáig | Legális 2,5 uncia (71 g) tulajdonlásáig 14 naponta | Legális rekreációs használati célból, maximum nyolc növény személyenként, amelyek közül egyidőben maximum négy lehet megérve. | - Használat dekriminalizálva 1976-ban - Az orvosi használat 2014-ben legalizálva - A maximum 5 mg THC-tartalmú ételek és italok eladása 2022. június 30-án engedélyezve. (Egy csomagban a maximum 50 mg.) - Tim Walz kormányzó 2023. augusztus 1-én aláírta a HF–100 törvényjavaslatot, engedélyezve a kannabisz rekreációs használatát. |
| Mississippi     | ● | Illegális; dekriminalizálva 1,1 uncia (31 g) alatt az első sértés alkalmával | Legális 3 uncia (85 g) tulajdonlásig havonta | Illegális | - Használat dekriminalizálva 1978-ban - A CBD 2014-ben legalizálva - Az orvosi használat 2020-ban legalizálva a szavazópolgárok által, amelyet később az állami legfelsőbb bíróság visszavont. - Az orvosi használat 2022. február 2-án legalizálva Tate Reeves kormányzó engedélyével. |
| Missouri        |   | Legális 3 uncia (85 g) tulajdonlásig | Legális 6 uncia (170 g) tulajdonlásig havonta | Legális orvosi és rekreációs használati célból, maximum hat növény személyenként, vagy 12 növény egy háztartásban legalább két felnőttel, engedéllyel. | - Használat dekriminalizálva és CBD legalizálva 2014-ben - Az orvosi használat 2018-ban legalizálva a szavazópolgárok által. - A rekreációs használat 2022-ben 21 éven felüliek számára legalizálva a szavazópolgárok által. |
| Montana         |   | Legális 1 uncia (28 g) és 8 g koncentrátum tulajdonlásig | Legális 1 uncia (28 g) tulajdonlásig | Legális orvosi és rekreációs használati célból, maximum négy növény személyenként, vagy nyolc növény egy háztartásban, egy időben csak négy növény lehet érett. | - Az orvosi és rekreációs használat 2020. november 3-án legalizálva a szavazópolgárok által. |
| Nebraska        | ● | Illegális; dekriminalizálva első szabálysértéskor, maximum 300 dolláros büntetéssel és kötelező oktatással (a második és harmadik sértéskor növekvő büntetések) | Legális | Illegális | - Az orvosi használat 2024. november 5-én legalizálva a szavazópolgárok által. |
| Nevada          |   | Legális 2,5 uncia (71 g) és 0,25 uncia (7,1 g) koncentrátum tulajdonlásig | Legális 2,5 uncia (71 g) tulajdonlásig | Legális orvosi és rekreációs használati célból csak akkor, ha legalább 25 mérföld (40 km) távolságra van a termesztő személy a legközelebbi üzlettől, ahol beszerezhetnének kannabiszt. Maximum hat növény rekreációs használatra, maximum tizenkettő orvosi használatra. | - Az orvosi használat 2000. november 7-én legalizálva a szavazópolgárok által. - A rekreációs használat 2016. november 8-án legalizálva a szavazópolgárok által. - A tulajdonlási határt 1 uncia (28 g) és 0,125 uncia (3,5 g) koncentrátumról 2,5 uncia (71 g) és 0,25 uncia (7,1 g) koncentrátumra emelték. |
| New Hampshire   | ● | Illegális; dekriminalizálva 0,75 uncia (21 g) tulajdonlásig | Legális 2 uncia (57 g) tulajdonlásig | Illegális | - Maggie Hassan kormányzó 2013. július 23-án aláírta az HB–573 törvényjavaslatot, legalizálva az orvosi használatot. - Maggie Hassan 2015. július 11-én kibővítette az orvosi használat feltételeit. - Chris Sununu kormányzó 2017. július 18-án dekriminalizálta a tulajdonlást 0,75 uncia (21 g)-ig. |
| New Jersey      |   | Legális 6 uncia (170 g) tulajdonlásig. Kiszállítás engedélyezve. | Legális 3 uncia (85 g) tulajdonlásig | Illegális | - Jon Corzine kormányzó 2010. január 18-án aláírt egy törvényjavaslatot az orvosi használatról, amely egyben a maximum büntetést tulajdonlásért egy év börtönbüntetésnél és 50 grammnál határozta meg. - Chris Christie kormányzó 2016. szeptember 19-én aláírta az AB–457 törvényjavaslatot, amely hozzáadat a PTSD-t az orvosi használatot engedélyező betegségek közé. - A rekreációs használat 2020. november 3-án legalizálva a szavazópolgárok által - Phil Murphy kormányzó 2021. február 22-én aláírt egy törvényjavaslatot, amely engedélyezte a kannabisz legalizálását, leírva a szabályozást kiszállítással és termesztési engedélyekkel kapcsolatban. |
| New York        |   | Legális 3 uncia (85 g) és 0,85 uncia (24 g) koncentrátum tulajdonlásig otthon, illetve 3 uncia (85 g) tulajdonlásig nyilvános területen vagy ajándékként. | 60 napos ellátmányig | Legális orvosi és rekreációs használati célból, maximum három virágzó növény és három nem virágzó növényig személyenként, maximum 12 háztartásonként. | - Andrew Cuomo kormányzó 2014. július 14-én aláírt egy törvényjavaslatot, amely legalizálta az orvosi használatot, cigaretták kivételével. - Andrew Cuomo 2019. június 20-án aláírt egy törvényjavaslatot, amely teljesen dekriminalizálta a tulajdonlást 2 uncia (57 g) alatt. 1 uncia (28 g) alatt 50, 1 és 2 uncia (57 g) között pedig 100 dolláros büntetéssel. Ezek mellett betiltotta, hogy a rendőrség kiüríttethesse emberek zsebét, ezzel nyilvános területre helyezve kannabiszukat, amely akkor még be volt tiltva. - Andrew Cuomo 2021. március 31-én aláírt egy törvényjavaslatot, legalizálva a marihuánát.                                          |
| Nyugat-Virginia |   | Illegális; szabálysértés | Legális | Illegális | |
| Ohio            |   | Legális 2,5 uncia (71 g) és 0,52 uncia (15 g) koncentrátum tulajdonlásig | 90 napos ellátmányig | Legális orvosi és rekreációs használati célból, maximum hat növény személyenként és 12 háztartásonként. | - John Kasich kormányzó 2016. június 8-án aláírt egy törvényjavaslatot, legalizálva az orvosi használatot. - A rekreációs használat 2023. november 7-én engedélyezve a szavazópolgárok által. - Az kereskedelmi disztribúció 2024. augusztus 6-án kezdődött meg. |
| Oklahoma        |   | Illegális | Legális 8 uncia (230 g), 1 uncia (28 g) koncentrátum és 72 uncia (2,0 kg) kannabisz tartalmú étel tulajdonlásáig. Ebből nyilvánosan a maximum limit 3 uncia (85 g) | Legális orvosi használatra, maximum hat növény és hat palánta személyenként. | - Betiltva 1933-ban. - Mary Fallin 2015. április 30-án aláírt egy törvényjavaslatot, engedélyezve a CBD-olaj felhasználását komoly epilepsziás esetekben gyermekeknek. - Az orvosi használat 2018. június 26-án engedélyezve a szavazópolgárok által. |
| Oregon          |   | Legális 2 uncia (57 g) nyilvános területen vagy 8 uncia (230 g) otthon | 24 uncia (680 g) | Legális orvosi és rekreációs használati célból, maximum hat érett növény és 18 palánta személyenként orvosi használatra és négy növény háztartásonként rekreációs használatra.                                                                                            | - Oregon 1973-ban az első állam lett, amely dekriminalizálta. - A tulajdonlás és az adott mennyiségű kereskedés 2014. november 4-én engedélyezve a szavazópolgárok által. - Kate Brown kormányzó 2015. július 1-én aláírt egy reformjavaslatot kannabisszal kapcsolatos büntetésekről. - Kate Brown kormányzó 2015. július 28-án aláírt egy reformjavaslatot orvosi kannabisszal kapcsolatban. - Kate Brown kormányzó engedélyezett egy 25%-os adót a kannabiszeladásokon. - A személyes tulajdonlás határa 2022. január 1-én 1 unciáról 2 unciára emelkedett. |
| Pennsylvania    |   | Illegális; dekriminalizálva Philadelphia, Pittsburgh, Harrisburg, Erie, Lancaster, Phoenixville, Norristown, State College, Steelton, Upper Merion Township, West Norriton Township, East Norriton Township, York, Folcroft, Bethlehem, Doylestown és Allentown városaiban 1,1 uncia (31 g) alatt. | 90 napos ellátmányig | Illegális | - Tom Wolf kormányzó 2016. április 17-én aláírt egy törvényjavaslatot, amely dekriminalizálta 30 gramm (1,1 oz) tulajdonlását orvosi használatra. |
| Rhode Island    |   | Legális 1 uncia (28 g) tulajdonlásig | Legális 2,5 uncia (71 g) tulajdonlásig | Legális orvosi és rekreációs használati célból, maximum tizenkét növény és 12 palánta személyenként orvosi használatra és hat növény háztartásonként rekreációs használatra, amelyből csak három lehet érett egy időben.                                                  | - Az orvosi és rekreációs használat 2022. május 25-én legalizálva. |
| Tennessee       |   | Illegális; szabálysértés (0,5 uncia (14 g) alatt, csak első és második sértéskor). | Kannabiszolaj (0,9%-os THC-határig) | Illegális; szabálysértés (maximum kilenc növény), bűncselekmény (legalább tíz növény) | Bill Haslam 2015. május 4-én aláírt egy törvényjavaslatot, engedélyezve a kannabiszolajakat epilepszia vagy rohamok esetében. |
| Texas           |   | Illegális; de facto legális Austinban, 4 uncia (110 g) tulajdonlás alatt nincs letartóztatás, csak megrovás. Megrovási gyakorlat van ezek mellett Houston, Dallas, San Antonio városaiban és Travis megyében.                                                                                      | CBD-olaj (1%-os THC-határig és 10%-os CBD-határig) | Illegális | - 2014 decemberétől maximum 2 uncia (57 g) tulajdonlása hat hónapos börtönbüntetéssel és 2000 dolláros pénzbüntetéssel járhat. - Greg Abbott kormányzó 2015. június 1-én aláírt egy törvényjavaslatot, legalizálva a CBD-olajak használatát epilepsziás pácienseknek. - A betegségeket, amelyeknek ápolására engedélyezett a CBD-olaj, 2019. május 23-án kibővítették a Parkinson-kórral, ALS-szel, autizmussal, sclerosis multiplexszel, izommerevséggel és rákos megbetegedésekkel. - Greg Abbott kormányzó 2021. június 16-án aláírt egy törvényjavaslatot, amely kibővítette Texas orvosi kannabiszprogramját 0,5%-os THC-határról 1,0%-osra.                  |
| Utah            |   | Illegális; szabálysértés 1 uncia (28 g) tulajdonlásáig 1000 dollár büntetéssel jár, míg 10 uncia (280 g) felett tízezer. Bármekkora mennyiség eladása is az utóbbi büntetéssel jár, 5 év börtön mellett.                                                                                           | Legális 4 uncia (110 g) tulajdonlásig 30 naponta | Illegális | - Gary Herbert kormányzó 2014-ben aláírta az HB–105 törvényjavaslatot, amely engedélyezte a kannabiszolajak eladását epilepsziás pácienseknek. - Gary Herbert kormányzó 2018. március 21-én aláírta az HB–195 törvényjavaslatot, engedélyezve a kannabinoidok használatát bizonyos halálos betegségekkel élő személyeknek. |
| Új-Mexikó       |   | Legális 2 uncia (57 g) tulajdonlásig | Legális 8 uncia (230 g) tulajdonlásig 90 naponta | Legális orvosi és rekreációs használati célból, maximum tizenhat növényig, amelyből csak négy lehet érett egy időben orvosi használatra, és hat érett növény személyenként vagy maximum tizenkettő háztartásonként rekreációs használatra.                                | - Bill Richardson kormányzó 2007. április 5-én aláírta a SB–523 törvényjavaslatot, engedélyezve az orvosi használatot. - 2019-ben dekriminalizálták a kannabisz használatát. - Michelle Lujan Grisham kormányzó 2021 áprilisában aláírt egy törvényjavaslatot, legalizálva a rekreációs használatot. - 2022. április 1-én kezdődött meg a kereskedelmi árulása. |
| Vermont         |   | Legális 1 uncia (28 g) tulajdonlásig | Legális 2 uncia (57 g) tulajdonlásig | Legális orvosi és rekreációs használati célból, maximum kilenc növényig, amelyből csak kettő lehet érett egy időben orvosi használatra, és hat növényig személyenként, amelyből csak kettő lehet érett egy időben rekreációs használatra.                                 | - Az orvosi használat 2004. május 19-én legalizálva, az SB–76 törvényjavaslattal. - Az orvosi használat 2007. június 7-én kibővítve. - Peter Shumlin kormányzó 2013. június 6-án aláírta az HB–200 törvényjavaslatot, dekriminalizálva a tulajdonlást 1 uncia (28 g) alatt. - A vermonti képviselőház 2018. január 4-én elfogadta az HB–511 törvényjavaslatot, legalizálva a rekreációs használatot 1 uncia és két növény alatt. Az első állami törvényhozás lett, amely legalizálta a rekreációs használatot. |
| Virginia        |   | Legális 1 uncia (28 g) tulajdonlásig nyilvános területeke, otthoni limit nincs. Kereskedelmi eladásokat még nem engedélyezték. | Legális 4 uncia (110 g) tulajdonlásig 30 naponta, orvosi eladás legális.                                                                                           | Legális orvosi és rekreációs használati célból, maximum négy növényig háztartásonként. | - Ralph Northam kormányzó 2020. április 12-én aláírt egy törvényjavaslatot, dekriminalizálva a tulajdonlást 1 uncia (28 g) alatt. - A rekreációs használat 2021. április 7-én legalizálva. |
| Washington      |   | Legális 1 uncia (28 g) tulajdonlásig | Legális 3 uncia (85 g), 48 uncia (1,4 kg) kannabisz tartalmú ételek, 0,74 uncia (21 g) koncentrátum és 216 uncia (6,1 kg) kannabisz tartalmú italok tulajdonlásig. | Legális orvosi használatra, maximum hat nöcényig. | - Az orvosi és rekreációs használat 2012-ben legalizálva a szavazópolgárok által. Jóváhagyja a kereskedelmi termelést és árulást engedélyekkel. Az első állam volt, amely legalizálta a marihuánát, négy nappal Colorado előtt. |
| Wisconsin       |   | Illegális; szabálysértés első alkalommal, további sértésekkor bűncselekmény; dekriminalizálva Milwaukee és Madison városaiban | CBD-olaj | Illegális; bűncselekmény | - Az orvosi CBD-olaj 2014-ben és 2017-ben legalizálva. - 2020-ban Madison városa legalizálta az 1 uncia (28 g) alatti rekreációs tulajdonlást, nyilvános területeken is (kivételekkel). |
| Wyoming         |   | Illegális; szabálysértés | CBD-olaj | Bűncselekmény | |

### Idővonal
| Állam vagy terület       | Legalizálás dátuma   | Legalizálás típusa                                      |
| ------------------------ | -------------------- | ------------------------------------------------------- |
| Washington (állam)       | 2012. december 6.    | Lakosság által megszavazva                              |
| Colorado                 | 2012. december 10.   | Lakosság által megszavazva                              |
| Alaszka                  | 2015. február 24.    | Lakosság által megszavazva                              |
| Washington, D.C.         | 2015. február 26.    | Lakosság által megszavazva                              |
| Oregon                   | 2015. július 1.      | Lakosság által megszavazva                              |
| Kalifornia               | 2016. november 9.    | Lakosság által megszavazva                              |
| Massachusetts            | 2016. december 15.   | Lakosság által megszavazva                              |
| Nevada                   | 2017. január 1.      | Lakosság által megszavazva                              |
| Maine                    | 2017. január 30.     | Lakosság által megszavazva                              |
| Vermont                  | 2018. július 1.      | Törvényhozás                                            |
| Északi-Mariana-szigetek  | 2018. szeptember 21. | Törvényhozás                                            |
| Michigan                 | 2018. december 6.    | Lakosság által megszavazva                              |
| Guam                     | 2019. április 4.     | Törvényhozás                                            |
| Illinois                 | 2020. január 1.      | Törvényhozás                                            |
| Arizona                  | 2020. november 30.   | Lakosság által megszavazva                              |
| Montana                  | 2021. január 1.      | Lakosság által megszavazva                              |
| New Jersey               | 2021. február 22.    | Törvényhozási indítványozás, lakosság által megszavazva |
| New York                 | 2021. március 31.    | Törvényhozás                                            |
| Új-Mexikó                | 2021. június 29.     | Törvényhozás                                            |
| Connecticut              | 2021. július 1.      | Törvényhozás                                            |
| Virginia                 | 2021. július 1.      | Törvényhozás                                            |
| Rhode Island             | 2022. május 25.      | Törvényhozás                                            |
| Missouri                 | 2022. december 8.    | Lakosság által megszavazva                              |
| Amerikai Virgin-szigetek | 2023. január 18.     | Törvényhozás                                            |
| Delaware                 | 2023. április 23.    | Törvényhozás                                            |
| Maryland                 | 2023. július 1.      | Törvényhozási indítványozás, lakosság által megszavazva |
| Minnesota                | 2023. augusztus 1.   | Törvényhozás                                            |
| Ohio                     | 2023. december 7.    | Lakosság által megszavazva                              |